# Фадига, Ноа
Ноа Фадига (нидерл. Noah Fadiga; род. 3 декабря 1999, Брюгге, Фламандский регион) — сенегальский футболист, защитник  греческого клуба «Арис Салоники».
Отец Ноа — известный сенегальский футболист Халилу Фадига.

## Клубная карьера
Фадига — воспитанник бельгийских клубов «Гент», Андерлехт и «Брюгге». В 2018 году он был включён в заявку на сезон последних. Летом 2019 года Фадига на правах аренды перешёл в нидерландский «Волендам». 9 августа в матче против «Хелмонд Спорт» он дебютировал в Эрстедивизи. 13 декабря в поединке против «МВВ Маастрихт» Ноа забил свой первый гол за «Волендам». Летом 2020 года Фадига перешёл в «Хераклес». 17 октября в матче против «Валвейка» он дебютировал в Эредивизи. 30 апреля 2022 года в поединке против «Твенте» Ноа забил свой первый гол за «Хераклес».
Летом 2022 года Фадига перешёл во французский «Брест». 7 августа в матче против «Ланса» он дебютировал в Лиге 1. 16 октября в поединке против «Нанта» Ноа забил свой первый гол за «Брест».
Летом 2023 года Фадига вернулся в «Гент».   